# ATP German Open 1975
Il German Open 1975 è stato un torneo di tennis giocato sulla terra rossa. È stata la 69ª edizione del Torneo di Amburgo, che fa parte del Commercial Union Assurance Grand Prix 1975. Si è giocato al Rothenbaum Tennis Center di Amburgo in Germania, dal 19 al 25 maggio 1975.

## Campioni

### Singolare
Manuel Orantes ha battuto in finale  Jan Kodeš, 3–6, 6–2, 6–2, 4–6, 6–1

### Doppio
Juan Gisbert /  Manuel Orantes hanno battuto in finale  Wojciech Fibak /  Jan Kodeš, 6–3, 7–6.